# Laurin Wiegand
Laurin Wiegand (2001) è un giocatore di football americano tedesco, che gioca come tight end per i Rhein Fire.
Inizia a giocare per gli Aachen Vampires e nel 2021 si trasferisce alla squadra giovanile dei Cologne Crocodiles. Nel 2022 passa quindi in ELF con i Cologne Centurions e nel 2023 passa ai Rhein Fire.
Il fratello maggiore Leander è stato suo compagno di squadra ai Centurions e ai Fire.

## Palmarès
- 1 ELF Championship (Rhein Fire, 2023)